# دیوید تورس
دیوید تورس (انگلیسی: David Torres؛ زادهٔ ۱۶ ژوئن ۱۹۸۶) بازیکن فوتبال اهل اسپانیا است که در پست مدافع میانی برای رئال وایادولید در لا لیگا۲ بازی می‌کند.
از باشگاه‌هایی که در آن بازی کرده‌است می‌توان به باشگاه فوتبال دپورتیوو آلاوس و باشگاه فوتبال آلباسته بالومپیه اشاره کرد.